# Liptovský Ján (kaštely)
V obci Liptovský Ján se do současnosti dochovalo asi 13 kaštelů, v minulosti vystavěných v rozsáhlých sadech a zahradách.

## Kaštel Eduarda Marcovského
Vystavěn byl ve 2. polovině 19. století a později prošel řadou přestaveb. Jedná se o dvoupatrovou budovu o půdorysu ve tvaru "T". Uprostřed delší části se nachází chodba s klenbou, ze které se vchází do hlavní místnosti. Vstup vede portikem na čtyřech sloupech kruhového průřezu. Před druhou světovou válkou zde byl umístěn hotel, v současné době je po restituci. Stojí v parku s dochovanou alejí z jírovce a lip.

## Kaštel Kasíno
Vystavěn byl v renesančním slohu v 17. století na břehu potoka Štiavnica. Ve 2. polovině 19. století a na počátku 20. století prošel přestavbou. V letech 1870-1896 zde byla tzv. Židovská škola, která sloužila jako škola pro děti šlechticů a řemeslníků a také jako opatrovna. Jedná se o dvoupatrovou obdélníkovou budovu s fasádou a v patře s dochovaným renesančním oknem.

## Kaštel Kulturní dům
Vystavěn v renesančním slohu v 17. století, ve 30. letech 19. století prošel klasicistní přestavbou. V roce 1954 upraven na kulturní dům. Jde o dvoupatrovou podsklepenou budovu s vystupujícím rizalitem, který v patře člení dvojice sloupů. Částečně se dochovaly vnitřní renesanční klenby.

## Kaštel Svatojánských lázní
Komplex budov Svatojánských lázní s kaštelem byl postaven v 17. století. Kolem roku 1834 došlo ke klasicistní přestavbě a kolem roku 1919 za hraběte Jozefa Szentiványie k úpravě k lázeňským účelům. V roce 1929 proběhlo propojení centrální budovy s budovou bývalých stájí, které prošly přestavbou vhodnou k ubytování. Nově vzniklá budova tak měla půdorys ve tvaru "L". V roce 1834 došlo u lázeňské budovy k vytvoření valené klenby. Fasáda se dochovala v původní klasicistní podobě a člení ji polosloupy zakončené hlavicí. Nad okny se dochovaly arkády a fasádu doplňují boční rizality s tympanony. Při přestavbě v roce 1834 došlo k úpravám k rekreačním účelům. Na jižní straně komplexu byl vybudován bazén, který napájí pramen termální vody vedený sem dřevěným potrubím. Vedle něj pak bývaly šatny – dnes zde stojí hotel Sankt Johan.
V majetku rodu Szentiványi zůstal objekt do znárodnění po druhé světové válce. V roce 1948 prošel další úpravou, následně sloužil jako měšťanská škola. V letech 1957 – 1961 v jeho prostorách fungovala národní škola pro slabozraké, dnes je zde Špeciálna základná škola a materska škola internátna.

## Kazimírovský kaštel
Jedná se o nejmladší z kaštelů v Liptovském Jánu, vybudovaný v 1. polovině 19. století. Na jeho místě však už od 16. století stál starší podsklepený objekt, vlastněný rodem Szentiványi. V jeho prostorách se skladovalo, třídilo a uncovalo zlato ze zdejších dolů, které se využívalo i k výrobě kremnických dukátů. V 60. letech 20. století bylo přistavěno neogotické schodiště s terasou a litinových zábradlím. V roce 1950 přestavěn k bydlení. Fasádu, která směřuje do ulice, zdobí římsy a nad okny arkády, vertikálně ji pak dělí pilastry. Na jižní straně stály hospodářské budovy. Objekt je zakončen valbovou střechou. V roce 1902 se zde hrálo první ochotnické divadelní představení. V době po první světové válce jej zakoupil některý z místních občanů a dodnes slouží k bydlení.

## Marcovský kaštel
Vystavěn byl v 17. století ve stylu klasicismu některým z příslušníků rodu Szentiványi. Jedná se o přízemní budovu, ve které se dochovaly klenbové stropy, s valbovou střechou. Většina původních stropů však byla snížena a nahrazena dřevěnými. Hlavní fasáda kaštelu se nachází na východní straně. Původně byl na prostranství mezi stavbou a ulicí plánován francouzský park, dnes zde rostou ovocné stromy. Dne 31. října 1815 se zde narodil Martin Szentiványi, maďarský politik, právník, liptovský župan a poslanec. Při rozprodávání rodového majetku kaštel zakoupila rodina Marcových.

## Némešovsko-Barnovský kaštel
Nejstarší z kaštelů v Liptovském Jánu byl postaven v roce 1588. Později prošel barokní přestavbou. Na západě byl v letech 1590-1600 přistavěn dvojtrakt. V jižní části vstupní místnosti se nachází krb, který pochází z doby výstavby objektu. Centrální místností je reprezentační síň. Od ulice kaštel odděluje předzahrádka s živým plotem.

## Nyáryovský kaštel
Vystavěn byl v 16. století v renesančním stylu, v 17. a 19. století a v roce 1955 prošel přestavbami. Při první přestavbě byl rozšířen, při dalších dvou došlo k úpravám v interiérů. Dnes se jedná o dvoupatrovou budovu s arkýři na dřevěných krokorcích na nárožích. Dochovaly se renesanční štukové klenby, železné dveře a drobné architektonické prvky v okolí oken a portálů.

## Pálovský kaštel
Vystavěn byl v 17. století. Dochoval se v renesanční podobě s dvojicí věží v průčelí a se sgrafity v okolí oken a nároží. Jedná se o obdélníkovou stavbu s polygonálními věžemi.

## Pištovský kaštel (později Ľubovský kaštel)
Vystavěn byl v 17. století v renesančním stylu, v 1. třetině 19. století prošel přestavbou a v roce 1855 byl přizpůsoben k bydlení. Jedná se o budovu o půdorysu ve tvaru "U" s dochovanými renesančními klenbami. Fasáda směrem do ulice obsahuje středový rizalit. Celý objekt je obehnán vysokým soklem. Pod střechou kaštelu se dochovala profilovaná římsa. Nároží budovy byla zkosena a zaoblena, doplněna hlavicí a patkou.

## Rutkajovský kaštel
Vystavěn byl některým příslušníkem rodu Szentiványi v renesančním slohu patrně v 16. století, v 17. století přibyla barokní nástavba. V roce 1830 byl přestavěn do současné, klasicistní, podoby. Jde o blokovou budovu o půdorysu ve tvaru "L" s klasicistní fasádou. Pod omítkou jsou dosud patrná sgrafita. Objekt původně obklopoval sad se zahradou. V průběhu 19. a 20. století musel rod své majetky postupně rozprodávat a kaštel se dostal do vlastnictví rodu Rutkajů.

## Šándorovský kaštel
Vystavěn byl v 17. století, kolem roku 1830 prošel přestavbou, při které na jižní straně vznikl arkádový ochoz. Jedná o stavbu obdélníkového půdorysu s kratší stranou k ulici. Ve 20. století byl přizpůsoben k bydlení a během těchto úprav byl značně poškozen. V předním traktu se dnes nachází obchod.

## Tomášovský kaštel
Vystavěn byl v renesančním slohu na konci 16. století příslušníky rodu Szentiványi, kolem roku 1738 prošel barokní přestavbou a ve 20. století proběhly další úpravy. Jde o blokovou stavbu o půdorysu ve tvaru "L". Ze vstupní síně s klenbami vedou schodiště do dalších místností. Komín pravděpodobně pochází z roku 1738, jak dokládá datování na něm uvedené. Objekt původně obklopoval sad se zahradou. V letech 2002 – 2004 prošel celkovou rekonstrukcí a úpravou na penzion U Rudolfa.

## Galerie

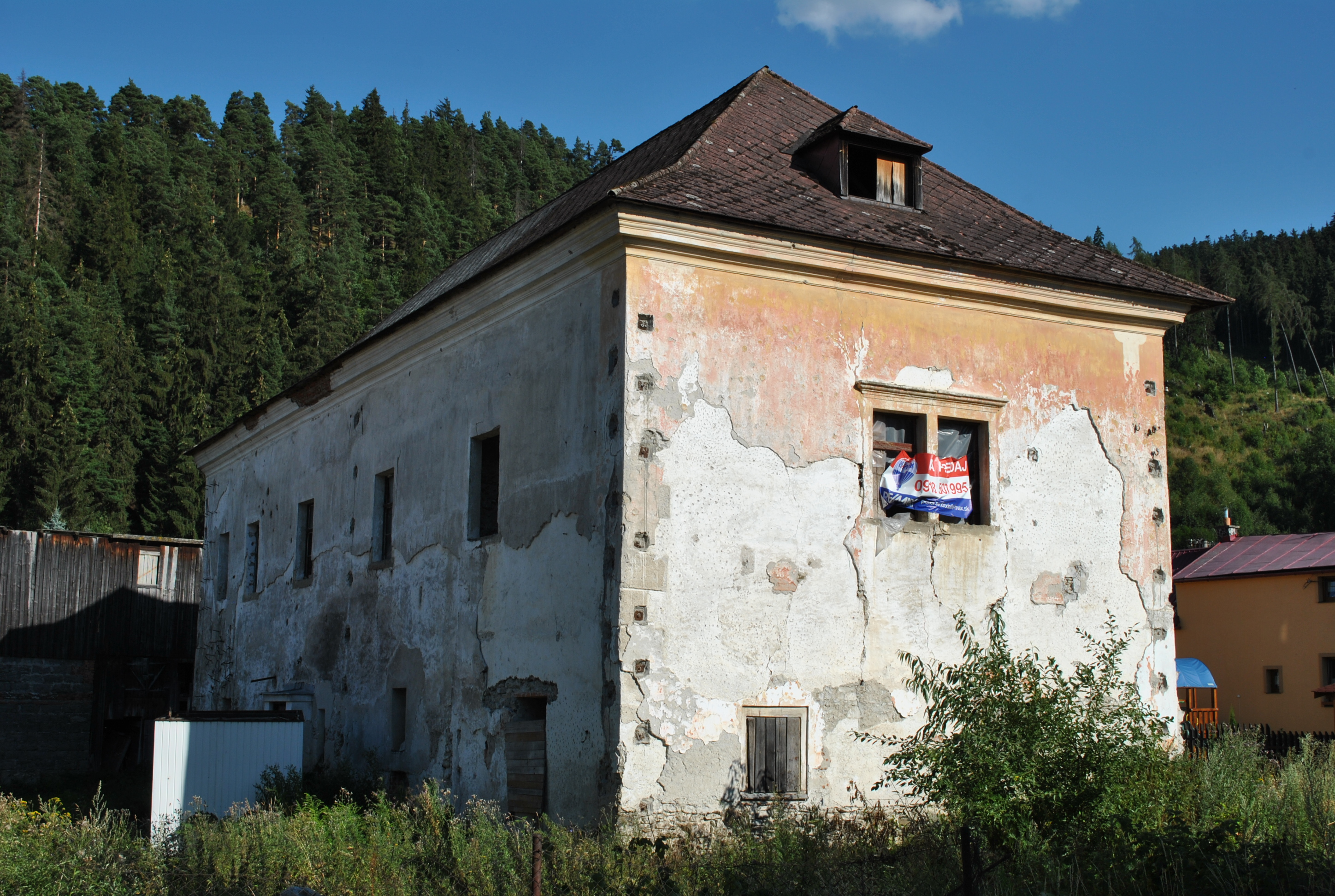
Kaštel Kasíno
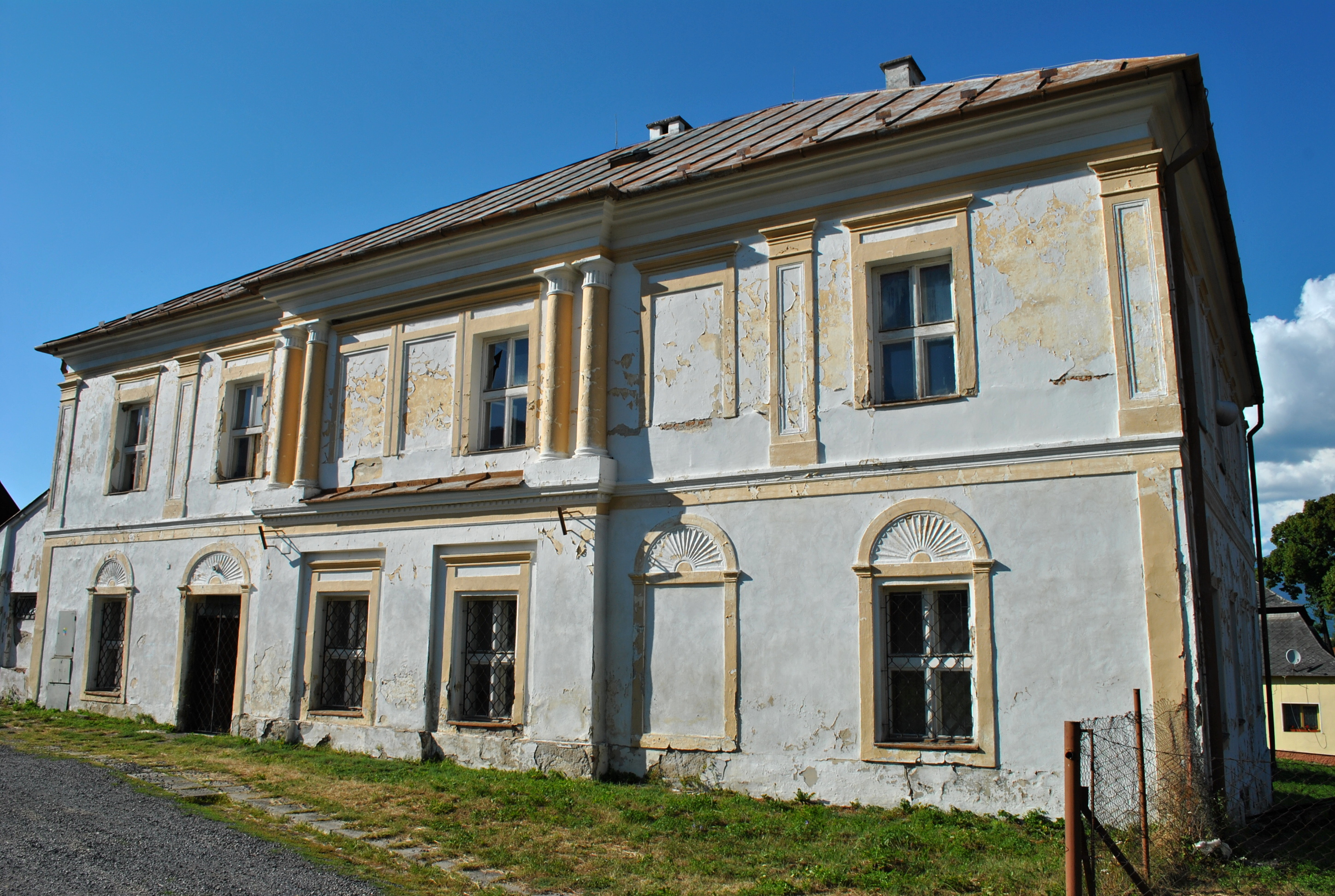
Kaštel Kulturní dům
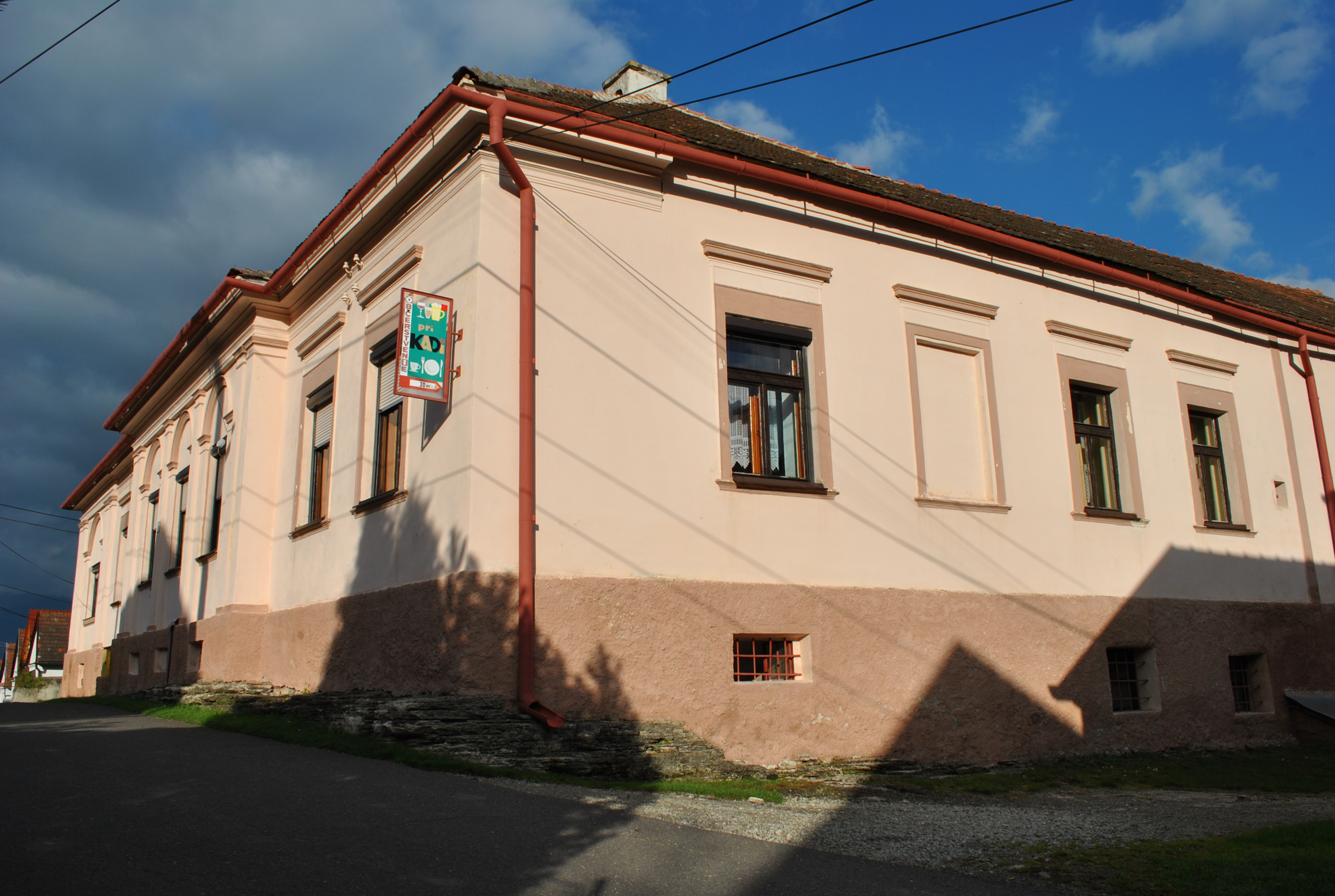
Kazimírovský kaštel
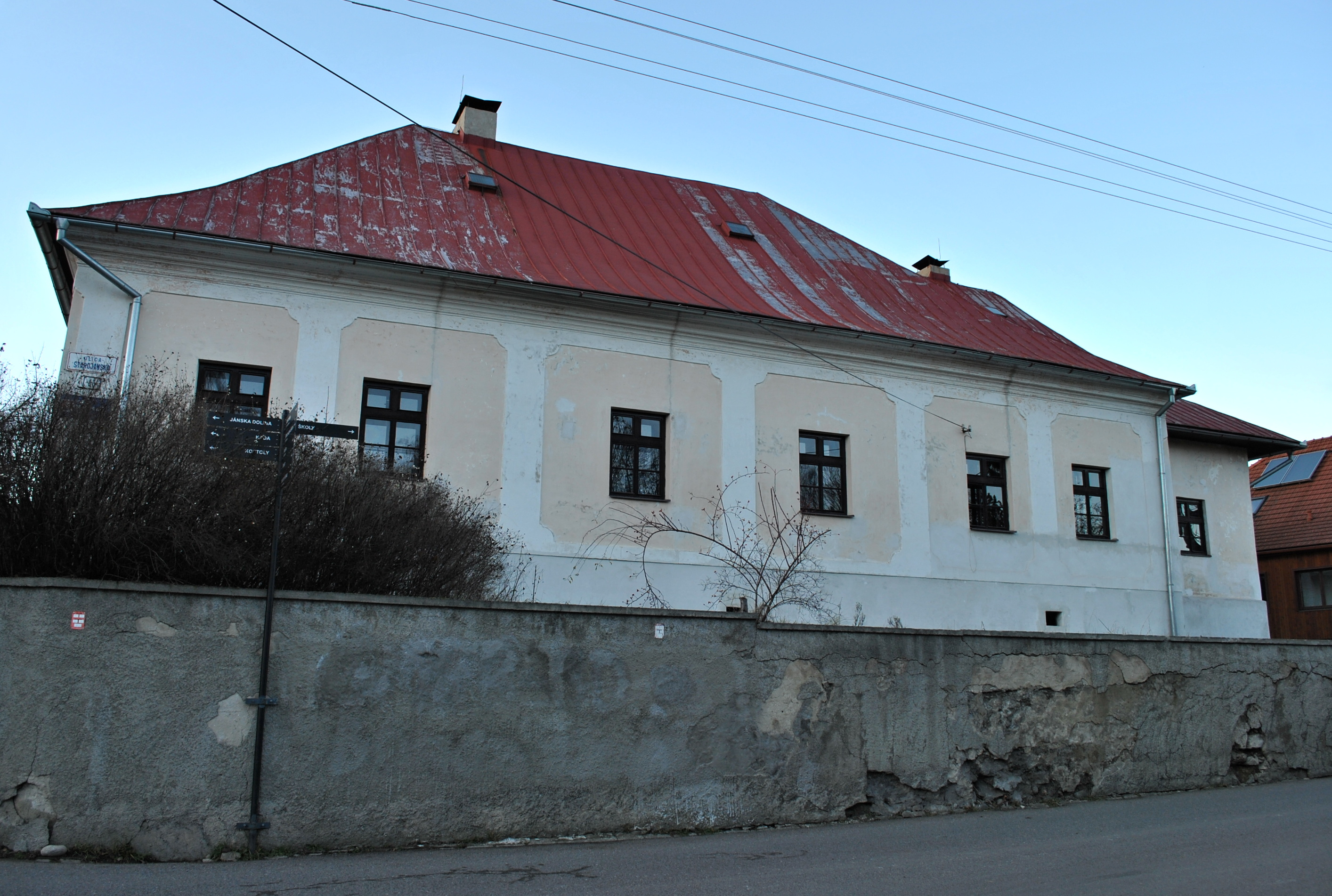
Némešovsko-Barnovský kaštel
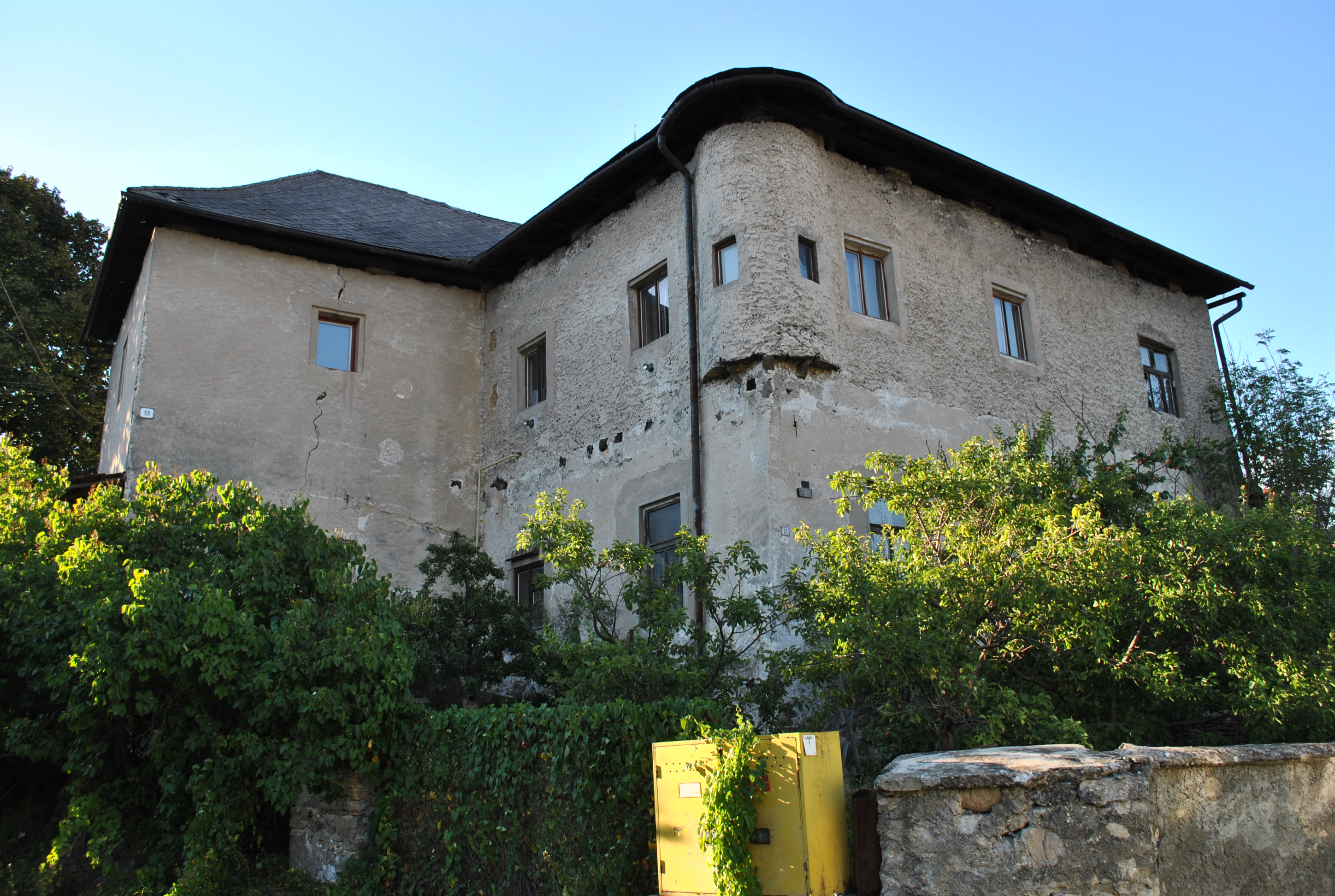
Nyáryovský kaštel
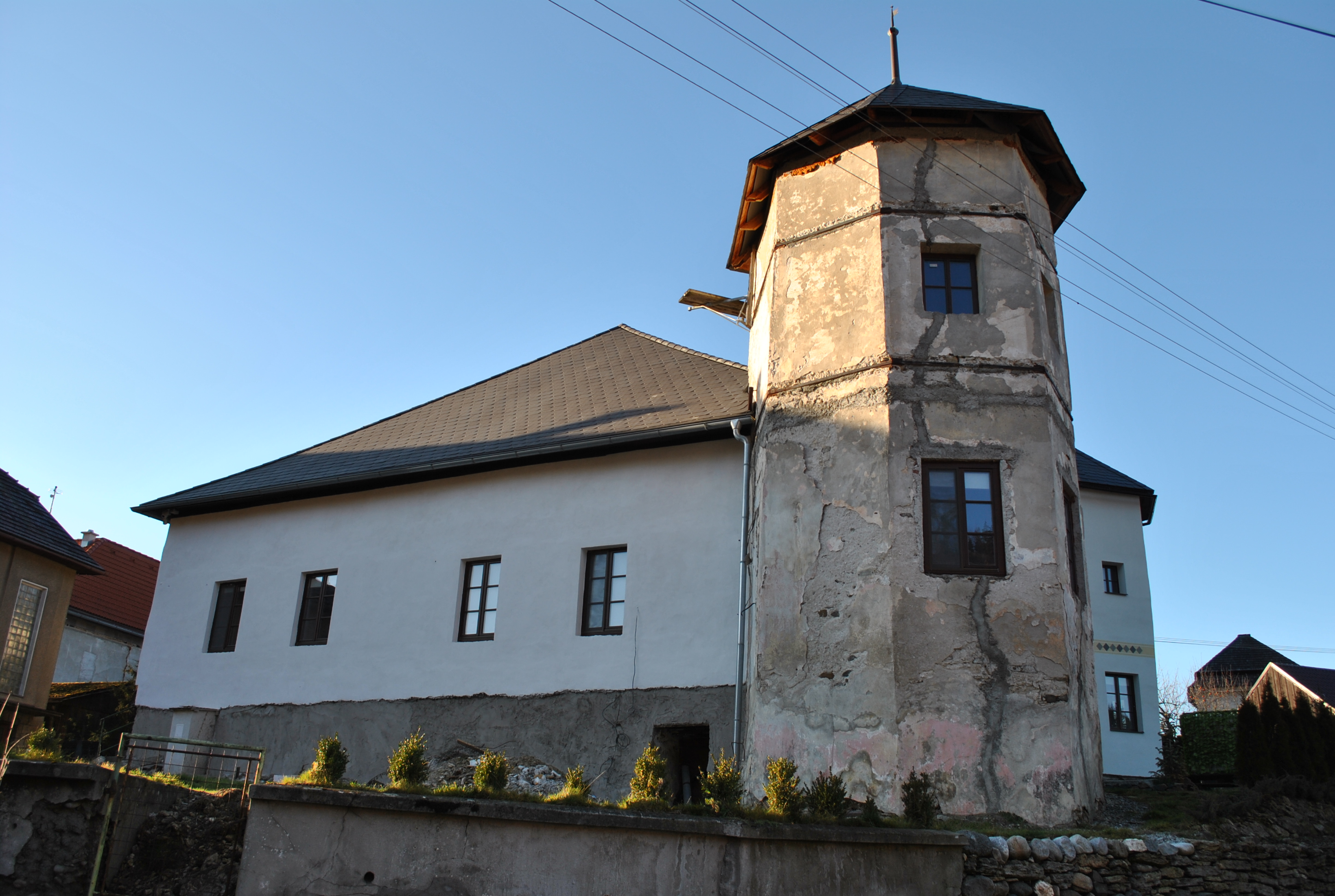
Pálovský kaštel
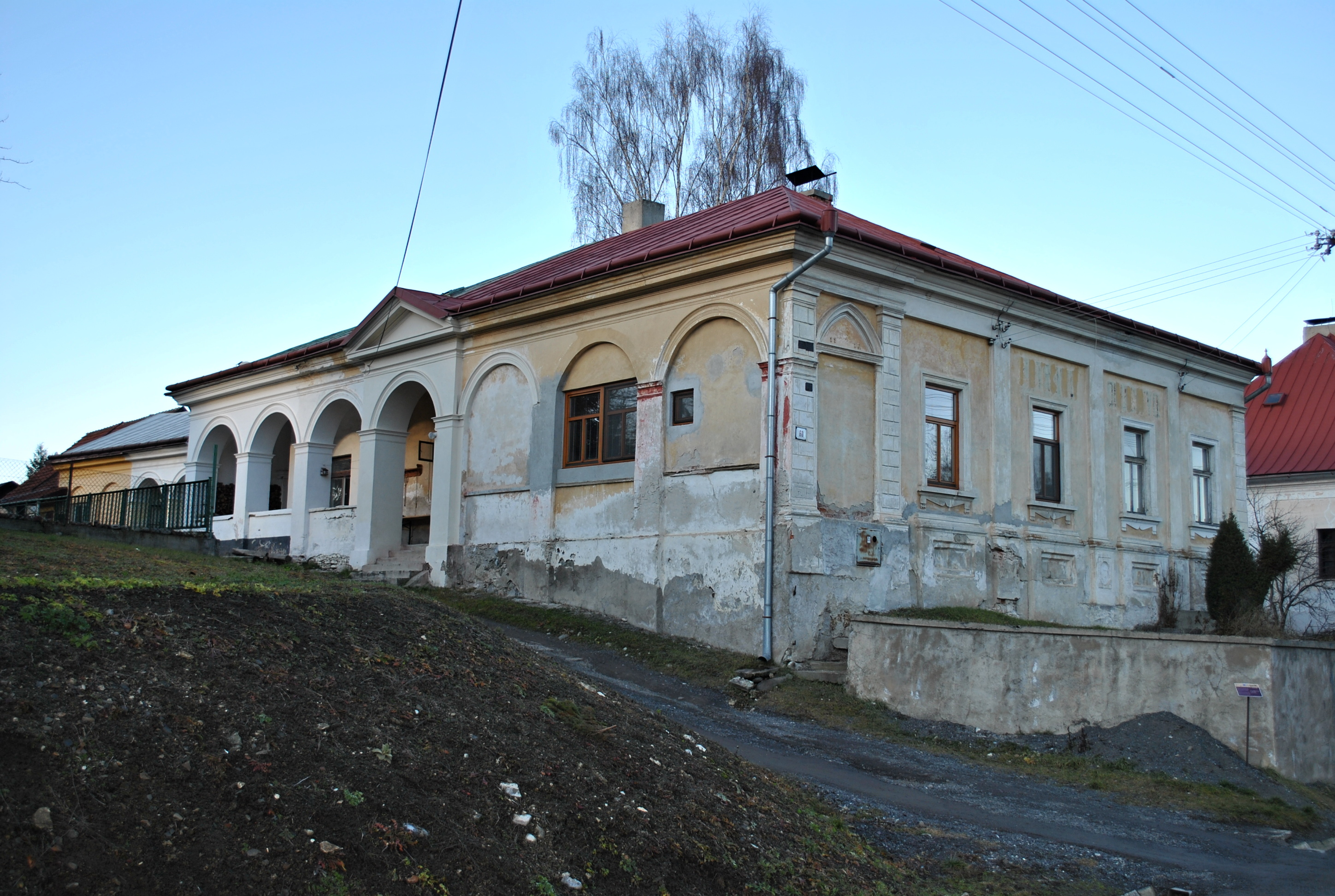
Šándorovský kaštel